# Nanorana ventripunctata
Nanorana ventripunctata é uma espécie de anfíbio da família Ranidae.
É endémica da China.
Os seus habitats naturais são: campos de altitude subtropicais ou tropicais, rios, pântanos, marismas de água doce, marismas intermitentes de água doce, lagoas, lagoas para aquicultura e áreas agrícolas temporariamente alagadas.